# Малодівицьке нафтове родовище
Малодівицьке нафтове родовище — належить до Монастирищенсько-Софіївського нафтоносного району Східного нафтогазоносного регіону України.

## Опис
Розташоване в Чернігівській області, на відстані 20 км від м. Прилуки.
Знаходиться в західній частині південної прибортової зони Дніпровсько-Донецької западини. Підняття у відкладах палеогену виявлене у 1958-61 рр.
Структура являє собою брахіантикліналь північно-західного простягання, 4,1х2,3 м, амплітуда 95 м. В 1971 р. з відкладів візейського ярусу в інтервалі 2792-2807, 2810-2816 м одержано фонтан нафти дебітом 270 т/добу через штуцер діам. 10 мм. 
Поклади в осн. пластові, склепінчасті, частково масивно-пласитові, тектонічно екрановані. Колектори - пісковики. Розробка родов. розпочата в 1971. Режим покладу активний водонапірний, для ін.
Покладів - розчиненого газу. Накопичений видобуток нафти - 1497 тис. т, попутного газу - 516 млн. м³. Запаси початкові видобувні категорій А+В+С1 - 6665 тис.т нафти; розчиненого газу 1680 млн. м³. Густина дегазованої нафти 768-828 кг/м³. 